# 陈晓敏
陈晓敏（1977年2月7日—），广东鹤山人，中国退役举重运动员，1989年开始练习举重，1991年进入广东省队，1992年入选国家队。曾在2000年悉尼奥运会上获得女子举重63公斤级金牌。

## 主要成绩
- 1993年世界女子举重锦标赛，女子54公斤级抓举、挺举和总成绩三项冠军并创该级别3项世界纪录
- 1994年亚运会，女子59公斤级冠军，同时平1项破2项世界纪录
- 1995年女子世界举重锦标赛，59公斤级抓举，挺举，总成绩三项冠军，打破挺举世界纪录并获女团冠军
- 1996年亚洲举重锦标赛，女子59公斤级冠军
- 1996年世界女子举重锦标赛，59公斤级抓举和总成绩两项冠军，挺举亚军，打破该级别抓举世界纪录
- 1997年亚洲女子举重锦标赛，女子64公斤级抓举、挺举和总成绩三项冠军，打破抓举世界纪录
- 2000年悉尼奥运会，女子63公斤级冠军[2][3]

## 退役后
2003年退役，就读于广东商学院(现广东财经大学)法律系，在羊城晚报报业集团担任正处级团委书记及羊城晚报创意产业园副总经理。经常被房地产公司请去参加活动，以优惠价格买房子，于是她一下买了好几套房，贷款用房租和参加活动出场费去抵，名下拥有几套东山老别墅，还投资股票挣钱。接著辭去公職，並舉家移民澳大利亚，成为一家移民投资公司的合伙人。
2016年6月，到广州抽取大腿脂肪丰胸、脸，参加2016第十届中国胸模大赛，晋级十强。陈小敏表示：“国家举重队给了我踏进奥运会夺下奥运冠军的机会，我相信胸模大赛能给我提供完美蜕变的舞台，成为生活中最美的陈小敏。”
2022年卖掉所有有金牌，得款399万元，辞去公职，移民澳洲。 （页面存档备份，存于）